# 施文用
施文用（시문용、1572年 - 1623年）は、中国明の武将であり、朝鮮氏族の浙江施氏の始祖である。
中国浙江省出身。壬辰倭乱時に、明の游撃将軍藍方威指揮下の行営中軍として参戦、7年間各地で転戦し多くの戦果を挙げたが、戦争で負傷したことから戦争終了後帰国することができなかった。
施文用は、軍事、風水、医学に長け、1616年に鄭仁弘の推薦を受け、性智・金日龍とともに宮殿と王陵築造事業をおこなった。著書に『兵學奇正』『堪輿指南』『醫卜妙訣』など。
正祖時代に壬辰倭乱の功績を称えられ、兵曹参判を追贈される。